# TransMeridian Airlines

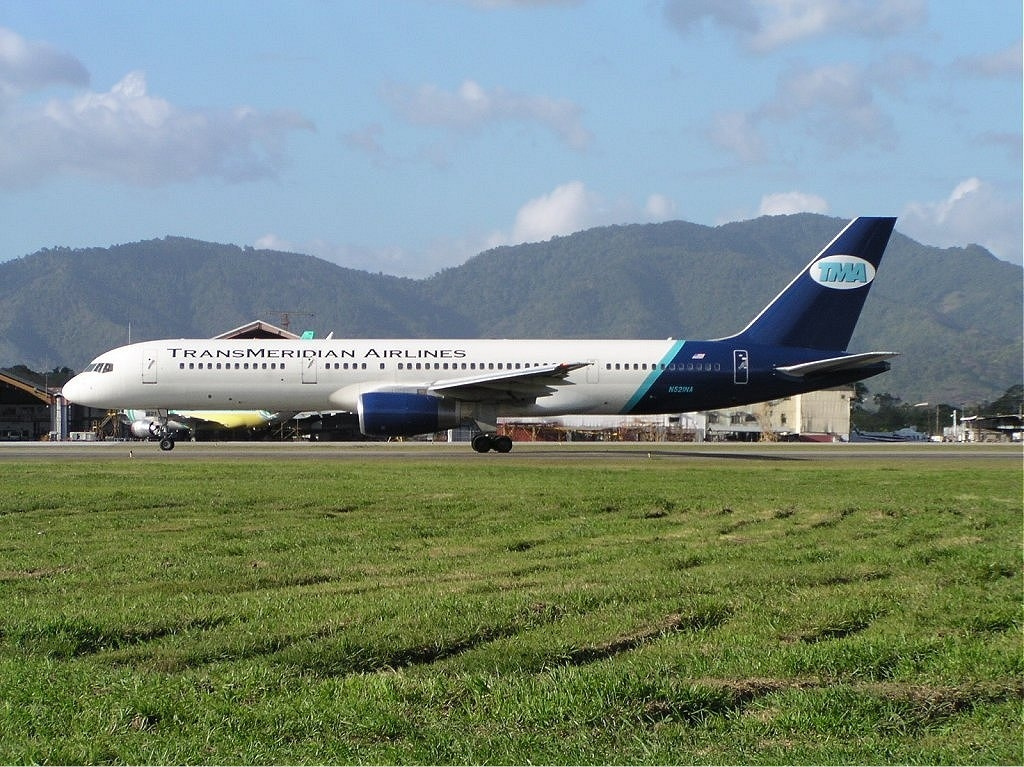
Boeing 757 de TransMeridian Airlines en 2003

TransMeridian Airlines est une ancienne compagnie aérienne charter basée à Atlanta, en Géorgie, qui cesse ses opérations le 29 septembre 2005 après l'échec des négociations avec les créanciers pour recouvrir sa dette.

## Historique
La compagnie aérienne charter est fondée en 1995 et exploite initialement des vols au nom des plus grands tours opérateurs du pays depuis le nord du Midwest et le Nord-Est des États-Unis, vers les Caraïbes et le Mexique. Cependant, elle étend ses opérations à son propre service avec une concentration supplémentaire pour des destinations en Floride. À son apogée, la compagnie a 7 Boeing 727, 11 Airbus A320, 7 Boeing 757 et 7 McDonnell Douglas MD-80 en service.
Pendant ses dix années d'existence, TransMerisian a transporté sans incident plus d'un million de passagers vers plus de 150 destinations principalement à l'intérieur des États-Unis, le Mexique, l'Amérique du Sud et les Caraïbes.
Au moment de sa faillite la compagnie assure des vols entre Orlando et Sanford, en Floride, avec des destinations vers Syracuse (New York), Rockford (Ilinois), Allentown (Pennsylvanie), Harrisburg (Pennsylvanie), Toledo (Ohio), Belleville (Ilinois), Lousville (Kentucky), Cincinnati (Ohio) et Las Vegas (Nevada). les destinations internationales de TransMeridian Airlines comprennent Liberie (Costa Rica), Aruba, Punta Cana et Puerto Plata (République dominicaine), et San Juan et Aguadilla (Puerto Rico).
En 2004, le sénateur John Kerry affrète un Boeing 757 de TransMeridian pour sa campagne présidentielle de 2004.
La compagnie est déclarée en faillite le 29 septembre 2005 et cesse ses activités.